# Phoenicocoris obscurellus
Phoenicocoris obscurellus is een wants uit de familie van de blindwantsen (Miridae). De soort werd het eerst wetenschappelijk beschreven door Carl Fredrik Fallén in 1829.

## Uiterlijk
De donkergrijze, donkerbruine tot zwarte wants is macropteer (langvleugelig) en kan 2,6 tot 3,5 mm lang worden. Het lichaam is bedekt met zilverwitte haren, de antennes zijn geheel bruin van kleur. De zwartbruine dijen hebben een lichtere bovenkant de schenen hebben zwarte stekels maar geen donkere stippen. De mannetjes hebben een langwerpige vorm, de vrouwtjes zijn meer ovaal gevormd.

## Leefwijze
De soort kent één generatie per jaar en overwintert als eitje. De volwassen dieren komen in mei tevoorschijn en zijn tot september te vinden aan de rand van naaldbossen. Voornamelijk op grove den (Pinus sylvestris) en bergden (Pinus mugo).

## Leefgebied
De soort komt voor in het Palearctisch gebied, Europa en Azië. In Nederland is de wants niet zeldzaam.